# Атлетика на Летњим олимпијским играма 1904 — 400 метара препоне за мушкарце
Трка на 400 метара са препонама била је други пут на Летњим олимпијским играма 1904. у Сент Луису.
У трци на стадиону Франсис филд учествовала су 4 атлетичара, а сви су били из Сједињених Америчких Држава. Такмичење је одржано 31. августа 1904. Због малог броја учесника није било предтакмичења. Одржана је само финална трка.

## Рекорди пре почетка такмичења
| Најбољи резултат на свету | 56,4(*)  | Џером Бак    | САД | Њујорк (САД)     | 19. септембар 1896. |
| Олимпијски рекорд         | 57,6(••) | Џон Туксбери | САД | Париз, Француска | 15. јул 1900.       |

(*) овај резултат је био незваничан, јер је био остварен у трци на 440 јарди, односно на 402,34 м 

(••) резултат постигнут на стази чији је круг износио 500 метара

## Освајачи медаља
|                 |                 |               |
| Хари Хилман САД | Френк Волер САД | Џорџ Поуџ САД |

Хари Хилман је постигао време 53,0 што је боље од олимпијскиг рекорда и најбољег времена на свету у то време, је постигнут на препонама висине само 76 цм (30 инча).

### Финале
| Место | Атлетичар       | Резултат |
| ----- | --------------- | -------- |
|       | Хари Хилман САД | 53,0     |
|       | Френк Волер САД | 53,2     |
|       | Џорџ Поуџ САД   |          |
| 4     | Џорџ Варнел САД |          |